# UR-200
Die UR-200 (russisch УР-200, GRAU-Index: 8K81; DIA-Code: SS-X-10 oder SS-10; NATO-Codename: Scrag) war eine Interkontinentalrakete, die in der Sowjetunion entwickelt und gebaut wurde. Die Waffe kam allerdings nicht über das Prototypenstadium hinaus und wurde von der silo-basierten R-36 ersetzt. Die UR-200 gehört zur Familie der sogenannten „Universalraketen“ (russisch Универсальная ракета), die ein breiteres Einsatzspektrum abdecken sollen.

## Entwicklungsgeschichte
Anfang der 1960er-Jahre sollten im Rahmen des sogenannten Fractional Orbital Bombardment System (kurz: FOBS) leistungsstarke Raketen für die Strategischen Raketentruppen der Sowjetunion konstruiert werden. Diese Raketen sollten einen Atomsprengkopf in einen niedrigen Erdorbit bringen können, wo dieser „geparkt“ werden kann und im Bedarfsfall abgebremst wird und dadurch Bodenziele getroffen werden können. Die Sprengköpfe herkömmlicher Interkontinentalraketen führen nach dem Ausbrennen der Trägerrakete eine Wurfparabel aus und sind somit vergleichsweise früh zu orten. Die Vorwarnzeit der FOBS-Waffen wäre hingegen deutlich geringer und hätte ein größeres Abschreckungspotential. Im Zuge der Systementwicklung entstanden drei Entwürfe von unterschiedlichen sowjetischen Konstruktionsbüros. Unter der Leitung von Michail Jangel wurde vom OKB-586 die R-36 konzipiert, Wladimir Tschelomei entwickelte die UR-200 und Sergei Koroljow arbeitete an einer Trägerrakete mit dem GRAU-Index 8K713. Weiterhin sollte die UR-200 im Rahmen des Projektes Istrebitel Sputnikow (kurz IS, dt.: „Sputnik/Satelliten-Jäger“) auch als Antisatellitenwaffe fungieren, indem sie mit dem vorgegebenen Ziel auf eine gemeinsame Umlaufbahn gebracht werden sollte und nach ausreichender Annäherung dieses mithilfe eines Splittergefechtskopfes zerstören sollte. Die Entwicklungsarbeiten an der UR-200 waren im Juli 1962 abgeschlossen und am 4. November 1963 erfolgte der erste Start. Bis zum 20. Oktober 1964 wurden insgesamt neun Teststarts durchgeführt, welche allesamt erfolgreich verliefen.
Nach Nikita Chruschtschows Entmachtung im Jahr 1964 schwand allerdings der politische Rückhalt für Tschelomeis Raketen-Projekt, das von Chruschtschow favorisiert wurde. Die Entscheidung fiel stattdessen auf Jangels R-36 und deren abgeleitete Orbitalversion R-36-O, nachdem Koroljows Entwurf ebenfalls nicht erfolgreich war. Eine weitere Entwicklung der UR-200 wurde abgebrochen.

## Technik

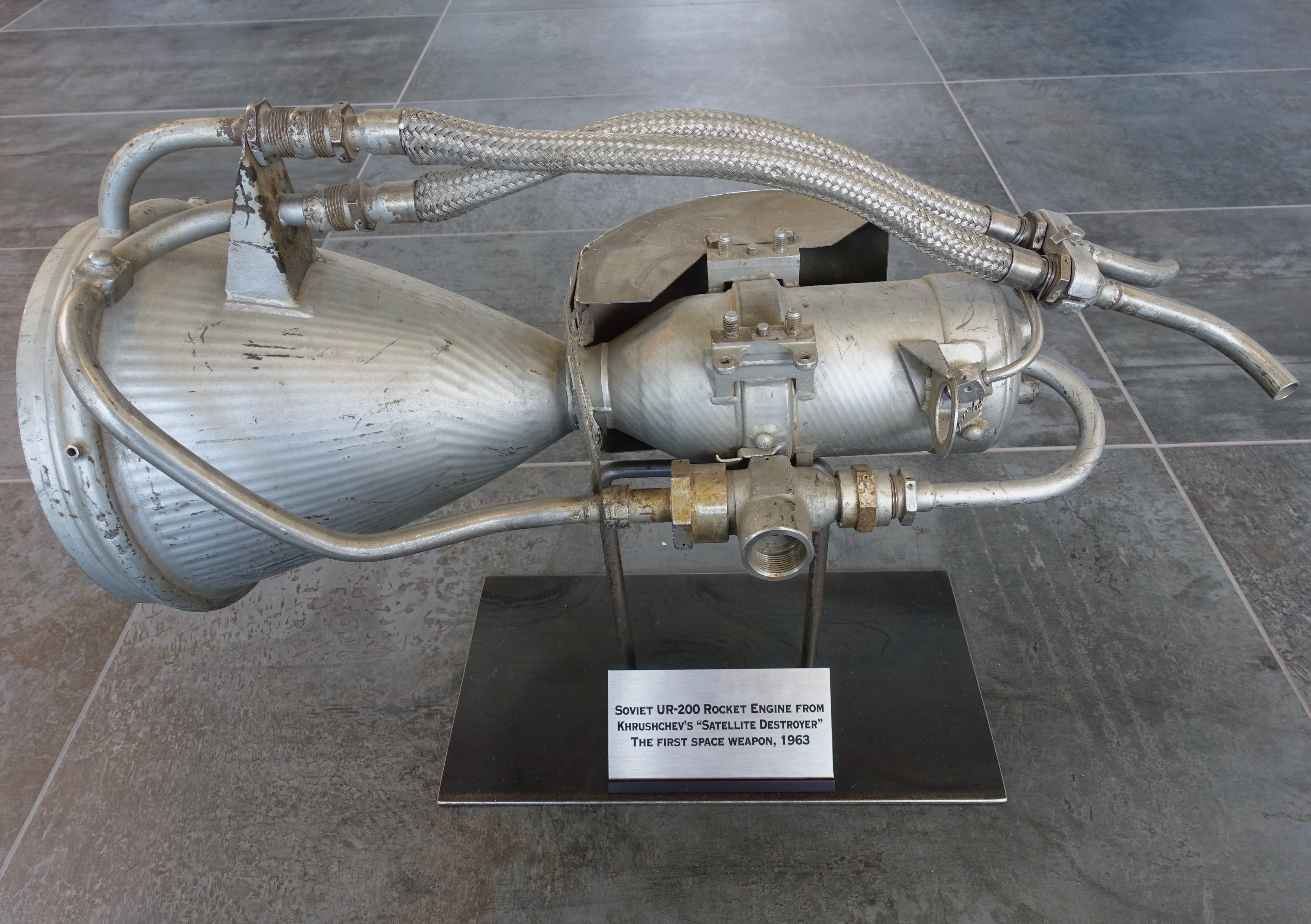
Eine RA-0207-Vernierdüse der zweiten Stufe

Die zweistufige Rakete hat ein Nutzlast von 2,7 bis 4,0 Tonnen, je nach Form der Raketenspitze. Die erste Stufe verfügte über vier Flüssigkeitsraketentriebwerke – je drei RD-0203 (GRAU-Index: 8D44) und eine RD-0204-Düse (GRAU-Index: 8D45). Die zweite Stufe umfasste neben dem Haupttriebwerk vier RA-0207-Vernierdüsen.
|                                                       | 1. Stufe     | 2. Stufe     |
| ----------------------------------------------------- | ------------ | ------------ |
| Länge                                                 | 16,9 m       | 12,9 m       |
| Durchmesser                                           | 3,0 m        | 2,2 m        |
| Trockengewicht                                        | 6,6 t        | 2,4 t        |
| Betriebsgewicht                                       | 107,5 t      | 25,81 t      |
| Schub                                                 | 2,235 MN     | 612 kN       |
| Spezifischer Impuls {\displaystyle I_{\mathrm {sp} }} | 3,11 kN·s/kg | 3,22 kN·s/kg |
| Treibstoffkombination                                 | N2O4/UDMH    | N2O4/UDMH    |